# Fritz Behrens
Fritz Behrens (* 12. Oktober 1948 in Göttingen) ist ein deutscher Politiker der SPD. Er war von 1995 bis 2005 in verschiedenen Ressorts Minister des Landes Nordrhein-Westfalen.

## Leben

### Studium

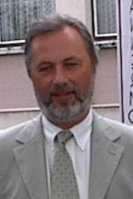
Fritz Behrens im Mai 2002

Behrens studierte von 1969 bis 1974 an der Georg-August-Universität Göttingen Rechtswissenschaft. Nach dem ersten juristischen Staatsexamen, welches er mit hervorragenden Noten abschloss, trat er 1975 den juristischen Vorbereitungsdienst in Hannover in der Staatskanzlei des Landes Niedersachsen unter Ministerpräsident Ernst Albrecht an. Im Jahr 1976 promovierte er in Göttingen über das Thema „Rechtsgrundlagen der Umweltpolitik der Europäischen Gemeinschaften“; 1977 legte er das zweite juristische Staatsexamen ab. Eine zunächst angestrebte Karriere als Richter ließ er für die Tätigkeit in Nordrhein-Westfalen fallen.

### Tätigkeit in Nordrhein-Westfalen
Ab 1977 war Behrens in der Staatskanzlei des Landes Nordrhein-Westfalen tätig, zunächst als Hilfsreferent und ab 1979 als Persönlicher Referent des damaligen Chefs der Staatskanzlei Herbert Schnoor. Als dieser 1980 zum Innenminister berufen wurde, wechselte Behrens mit ihm in das Innenministerium und war dort bis 1983 als dessen Persönlicher Referent tätig. Von 1983 bis 1986 war er Persönlicher Referent des Ministerpräsidenten Johannes Rau. 1986 wurde Behrens zum Regierungspräsidenten in Düsseldorf ernannt.
1995 wurde Behrens, der seit 1972 Mitglied der SPD ist, zum Justizminister des Landes Nordrhein-Westfalen ernannt (Kabinett Rau V und Kabinett Clement I). Nach dem Neuzuschnitt der Ministerressorts 1998 war er Minister für Inneres und Justiz. Nachdem der Verfassungsgerichtshof Nordrhein-Westfalen am 9. Februar 1999 entschieden hatte, dass die Zusammenlegung von Innen- und Justizressort in ein Ministerium verfassungswidrig sei, wurde diese im März 1999 wieder rückgängig gemacht. Zum Justizminister wurde (nach dem Intermezzo von einer Woche von Reinhard Rauball) Jochen Dieckmann ernannt. Fritz Behrens war seither Innenminister (Kabinett Clement I, Kabinett Clement II und Kabinett Steinbrück), bis er nach der von der CDU und der FDP gewonnenen Landtagswahl 2005 am 24. Juni desselben Jahres das Amt an seinen Nachfolger Ingo Wolf übergab.
Seit dem 2. Januar 2003 war Behrens auch Abgeordneter im Landtag Nordrhein-Westfalen, seit 2005 über die Landesliste der SPD. Zwischen 2005 und 2012 war er Vorsitzender des Kulturausschusses. Er ist für die Abgeordnete Renate Drewke nachgerückt, die Regierungspräsidentin in Arnsberg wurde.
Durch die Landtagswahlen am 9. Mai 2010 zog er erneut in den Landtag ein, zur vorgezogenen Neuwahl 2012 trat Behrens nicht mehr an und schied damit aus dem NRW-Landtag aus. Behrens widmet sich seither seinem Beruf als Rechtsanwalt; von 2011 bis 2021 war Fritz Behrens außerdem Präsident der Kunststiftung NRW.

## Behrens und der Nationalsozialistische Untergrund
Behrens’ Rolle während der Existenz der rechtsextremen Terrorgruppe Nationalsozialistischer Untergrund wurde nach deren Selbstenttarnung Ende 2011 untersucht. Behrens erschien im November 2012 vor dem ersten NSU-Untersuchungsausschuss des Bundestags und wurde zu seiner Rolle als Innenminister, dem die Landespolizei untersteht, beim Nagelbombenanschlag in Köln im Juni 2004 befragt. Behrens sah bei seiner Amtsführung in diesen Wochen keinerlei Versäumnisse. Er gab dort an, dass „ihm im Nachhinein klar“ sei, dass damals die „politische Notwendigkeit“ bestanden habe, den „Bewohnern der Keupstraße seine Betroffenheit zu zeigen“. Behrens wies im Ausschuss zurück, die Richtung der Ermittlungen beeinflusst zu haben. Seine damalige Frage an die Ermittler: „Warum ist der Verfassungsschutz eingeschaltet?“ habe er nicht mit der Absicht gestellt, Ermittlungen zu verhindern, sagte er. Den im Raum stehenden Vorwurf, den Anschlag nicht ernst genug genommen zu haben, wies Behrens zurück. Nach Ansicht des CDU-Obmanns im Ausschuss, Clemens Binninger, wurde bei den Ermittlungen in Köln die möglicherweise größte Chance vertan, den NSU-Mördern frühzeitig auf die Spur zu kommen. Stattdessen konzentrierten sich die Ermittlungsbehörden ausschließlich auf die Suche nach Tätern im türkeistämmigen Milieu oder in der vermuteten organisierten Ausländerkriminalität.

## Auszeichnungen (Auswahl)
Am 23. Oktober 2007 verlieh der damalige Ministerpräsident Nordrhein-Westfalens, Jürgen Rüttgers, Behrens den Landesverdienstorden NRW.